# Снежанка (връх)
Вижте пояснителната страница за други значения на Снежанка.
Снежанка е връх в Родопите, България.

## Местоположение
Разположен е на 15 км от град Смолян. Върхът е висок 1926 м и е най-високият връх в района на курорта Пампорово и рида Букова планина. На върха е изградена телевизионна кула с височина 156 метра, която се намира на височина 2082 м. Нейното кафе-панорама на 2019 м има чудесен изглед.

## Климат
Средната годишна температура е 3,2 °C, средната юлска е около 12 °C, а средната януарска е -6 °C. Средногодишното количество на валежите се равнява на 1200 мм, по който показател изпреварва Ботев връх в Стара планина и Черни връх във Витоша. Сравнително ниската средногодишна скорост на вятъра (6 м/с), комбинирана с високопланинския климат на върха, позволяват задържането на снежната покривка да продължи от средата на ноември до май месец.

## Туризъм
- Връх Снежанка е и сред Стоте национални туристически обекта на Българския туристически съюз. Печатът на БТС е на входа на телевизионната кула на върха и в планинската спасителна служба до хижа „Студенец“.

До хижата може да се достигне чрез Лифт 2, 4, 5, 6 и 7.